# Клоп-арлекін
Клоп-арлекін (Murgantia histrionica) — чорний клоп родини щитників (Pentatomidae) із яскравими мітками червоного, померанчового або жовтого кольору. Пошкоджує рослини родини капустяні.

## Опис
Довжина тіла 8-12 мм. Тіло переважно блискучо-чорне, з яскравими помаранчевими та білими відмітинами. Іноді яскравопомаранчевий з чорними плямами. Німфи чорні з білими, жовтими та помаранчевими цятками.

## Спосіб життя
Самиця відкладає по 12 яєць однією групою. Приблизно через 4 дні з яєць виходять німфи, які до першого линяння не живляться та тримаються разом. Починаючи з другої стадії, німфи живляться рослинами родини капустяних та проходять ще 4 линяння перед тим, як перетворитися на імаго. Розвиток від яйця до імаго складає в середньому 48 днів. Самиця живе близько 40 днів і за цей час устигає зробити 7-10 кладок. Самець живе менше — близько 25 днів на стадії імаго.
На півдні США розвивається до 5 поколінь за рік.
Яскраве забарвлення свідчить про отруйність клопа, тому птахи уникають поїдати цих комах. Отруйність забезпечують токсичні речовини, які клопи отримують з отруйних капустяних.

## Ареал
Поширений у південних штатах США, іноді досягає штатів Нової Англії. Північна межа ареалу обмежена суворістю зим.

## Значення для людини
Може пошкоджувати насадження капусти у тропічних районах Америки, особливо теплих районах США. Крім капусти, комаха здатна вражати броколі, редис та декоративну рослину клеом. Є одним з найнебезпечніших шкідників капустяних у США.